# Esfinx de Guiza
L'esfinx de Guiza és una figura amb una cara de persona i cos de lleó, a poca distància de la piràmide de Khefren a Guiza. És coneguda com la gran esfinx i és el primer exemple d'estàtua monumental a Egipte. El nom li fou donat pels grecs. Hi ha moltes esfinxs a Egipte però la de Guiza és l'esfinx per antonomàsia.

Es creu que per a esculpir-la, es va aprofitar una roca situada al lloc, que era una pedrera per les piràmides. Les hipòtesis més probables sostenen que representa Khefren o Kheops. Acompanyant l'esfinx hi ha un temple de l'imperi antic, un de l'imperi nou, i altres estructures menors, i es considera vinculat al temple de la vall de la piràmide de Khefren on també hi ha 26 esfinxs colossals, però no tan grossos.

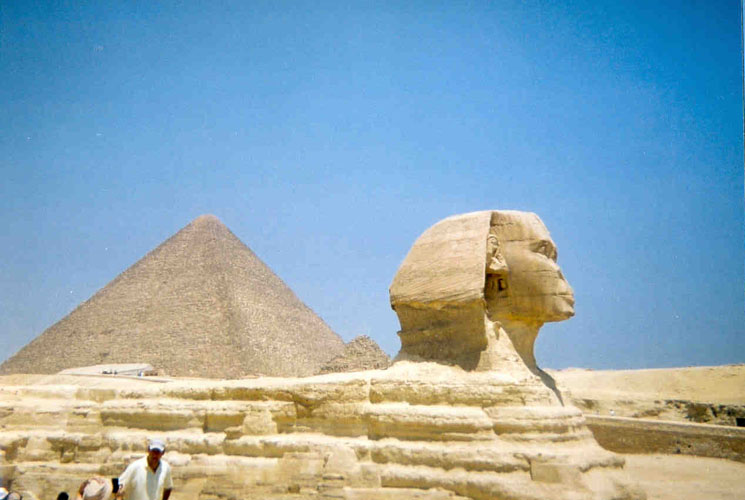
L'esfinx. Al darrere la piràmide de Kheops.

Les escultures que es tenen de Djedefre, Khefren i Micerí i d'altres faraons de l'imperi antic mostren la mateixa imatge que l'esfinx. Hi ha un forat a la part superior i un sota l'estàtua. El cos mesura 72,5 metres de llarg i 20,2 metres d'ample; la cara fa quatre metres. Tancant el monument hi ha uns murs de rajoles.
Tuthmosis IV (1425 aC-1417 aC) hi va fer posar una estela i la va restaurar; també fou restaurada probablement per Ramsès II. La figura va quedar enterrada per la sorra diverses vegades i estava tapada quan hi va arribar Napoleó. Encara que tradicionalment es diu que fou llavors quan l'esfinx va perdre el nas, els erudits pensen que ja l'havia perdut quatre-cents anys abans. Entre el 1816 i el 1817 el genovès Cavigia la va voler netejar de sorra però no ho va aconseguir; tampoc ho va aconseguir Mariette el 1852 fins que en un segon intent el 1858 la va poder deixar lliure en gran part. Maspero, el 1885, va provar de netejar la resta però no va poder; finalment el 1936 ho va aconseguir el francès Emile Baraize, que va omplir de ciment les bases laterals del barret del faraó i així en va alterar l'aspecte.
Progressivament l'erosió natural del vent i pluja (la pedra és de mala qualitat) i la contaminació procedent del Caire ha anat afectant la figura. Una restauració es va completar el 1998 en la qual els escultors Adam Hunein i Mahmud Mabruk i el restaurador Mustafa Abdel-Qader van substituir les peces d'anteriors restauracions que no s'havien fet prou bé, especialment les dels anys vuitanta, però el problema de l'erosió no s'ha resolt definitivament i cap de les solucions proposades deixa de tenir inconvenients.
És un dels monuments més prestigiosos del món junt amb les piràmides.

## Construcció
L'esfinx és un monòlit esculpit a la roca base de l'altiplà, que també va servir com a pedrera de les piràmides i altres monuments de la zona. La pedra calcària nummulítica de la zona està formada per capes que ofereixen diferents resistències a l'erosió (causat majoritàriament pel vent i la sorra bufada pel vent), que condueixen a una degradació desigual aparent al cos de l'Esfinx. La part més baixa del cos, incloses les potes, és una roca sòlida. El cos de l'animal fins al coll està format per capes més toves que han patit una considerable desintegració. La capa en què es va esculpir el cap torna a ser molt més dura. Se sap que hi ha diversos túnels «sense sortida» dins i sota del cos de la Gran Esfinx, molt probablement excavats per caçadors de tresors i lladres de tombes. Abans del 1925, existia un gran entrant, similar als túnels, a la part superior del cap de l'Esfinx; es creu que possiblement era el punt d'ancoratge d'una corona o tocat esculpit afegit durant el període de l'Imperi Nou.

## Origen i identitat
La Gran Esfinx és una de les estàtues més grosses i antigues del món. Tot i així, algunes qüestions bàsiques com ara quan va ser construïda, per qui i amb quin propòsit, encara són objecte de debat.

### Noms
És impossible de saber quin nom tenia a l'època en la qual va ser creada, com que la Gran Esfinx no apareix en cap inscripció coneguda del Regne Antic. No hi ha tampoc cap inscripció que en descrigui la construcció o el propòsit original. Al Regne Nou, l'Esfinx era venerada com la deïtat solar Hor-em-akhet (‘Horus de l'Horitzó'; copte: ϩ ⲁⲣⲙⲁ ϣ ⲓ, hel·lenitzat Harmachis), i el faraó Tuthmosis IV (1401-1391 o 1397– 1388 aC) així s'hi va referir en la seva estela del somni.

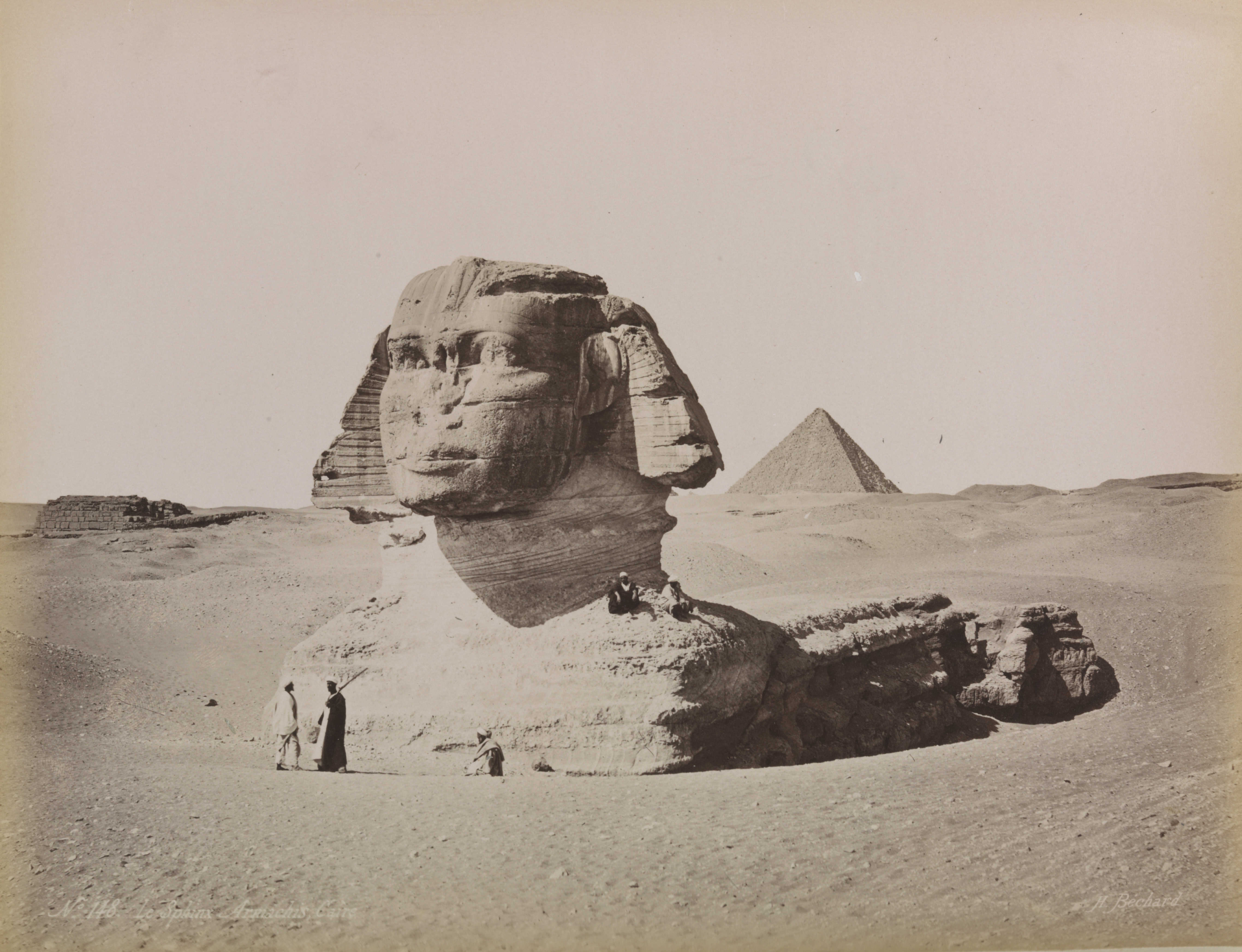
L'Esfinx en una imatge dels volts de 1870.

El nom més utilitzat, Esfinx, se li va donar a l'antiguitat clàssica, uns 2.000 anys després de la data comunament acceptada de la creació. Aquesta denominació fa referència a una bèstia mitològica grega que tenia el cap d'una dona, un falcó, un gat o una ovella i el cos d'un lleó amb ales d'àguila. La paraula catalana «esfinx» prové del grec antic: Σφίγξ, Sphinx) aparentment del verb σφίγγω, sphingo, ‘estrènyer', en referència de l'esfinx grega que escanyava qualsevol persona que no encertés el seu enigma.
Els escriptors àrabs medievals, inclòs al-Maqrizí, van anomenar l'esfinx balhib i bilhaw, que suggereixen una influència copta. El nom àrab egipci modern és أبو الهول, Abu al-Hōl, de l'àrab estàndard أبو الهول, Abū al-Hawl, literalment ‘Pare del Temor', és a dir ‘el Terrorífic'.

### Cronologia i constructor
Tot i que hi ha hagut proves i punts de vista contradictoris al llarg dels anys, la visió sostinguda per l'egiptologia moderna en general continua sent que la Gran Esfinx es va construir aproximadament el 2500 aC, sota el regnat del faraó Khefren, el constructor de la segona piràmide de Guiza.
Selim Hassan, que va escriure el 1949 sobre recents excavacions del recinte de l'Esfinx, va resumir el problema:
Tenint en compte tot plegat, sembla que hem de donar el mèrit d'erigir l'estàtua més meravellosa del món a Khefren, però sempre amb aquesta reserva: que no hi ha una sola inscripció contemporània que connecti l'Esfinx amb Khefren; per tant, per molt encertada que sembli, hem de tractar les evidències com a circumstancials, fins que un cop afortunat de la pala de l'excavadora reveli al món una referència definitiva a l'erecció de l'Esfinx.

L'Esfinx i els temples associats al complex de Khefren.

Les proves circumstancials esmentades per Hassan inclouen la ubicació de l'Esfinx en el context del complex funerari que envolta la Segona Piràmide, que tradicionalment està connectada amb Khefren. A part de la calçada, la piràmide i l'esfinx, el complex també inclou el temple de l'Esfinx i el temple de la Vall, tots dos amb un disseny similar de les seves corts interiors. El temple de l'Esfinx es va construir utilitzant blocs tallats del recinte de l'Esfinx, mentre que els del Temple de la Vall van ser extrets de l'altiplà, amb un pes superior a 100 tones els carreus més grans.
Una estàtua de diorita de Khafre, que va ser descoberta enterrada al revés junt amb altres restes del temple de la Vall, es pren com una de les proves que recolzarien la teoria de Khafre.

L'Estela del somni, erigida molt més tard pel faraó Tuthmosis IV (1401–1391 o 1397–1388 aC), associa l'Esfinx amb Khefren. Quan es va descobrir l'estela, les seves línies de text ja estaven danyades i incompletes i només es referien a Khaf, i no a Khefren. A continuació la traducció d'un extracte:
que portem per a ell: bous ... i totes les verdures joves; i donarem lloances a Uenofer ... Khaf ... l'estàtua feta per a Atum-Hor-em-Akhet.

### Altres hipòtesis
Les teories dels egiptòlegs acadèmics sobre el constructor de l'Esfinx i la data de la construcció no són universalment acceptades i diverses persones han proposat hipòtesis alternatives tant pel que fa al constructor com a la datació.

#### 1- Els primers egiptòlegs
Alguns dels primers egiptòlegs i excavadors del complex piramidal de Guiza van creure que la Gran Esfinx i els temples associats eren anteriors al regnat de Khufu, Khefren i Menkaure de la IV Dinastia. Flinders Petrie va escriure el 1883 sobre l'estat d'opinió de l'edat dels temples propers i, per extensió, sobre l'Esfinx: "S'ha afirmat tan positivament que la data del temple de granit [Temple de la vall] era anterior a la IV Dinastia, que pot semblar precipitat discutir aquest punt. Tanmateix, els descobriments recents mostren fermament que realment no es va construir abans del regnat de Khefren, a la IV Dinastia.

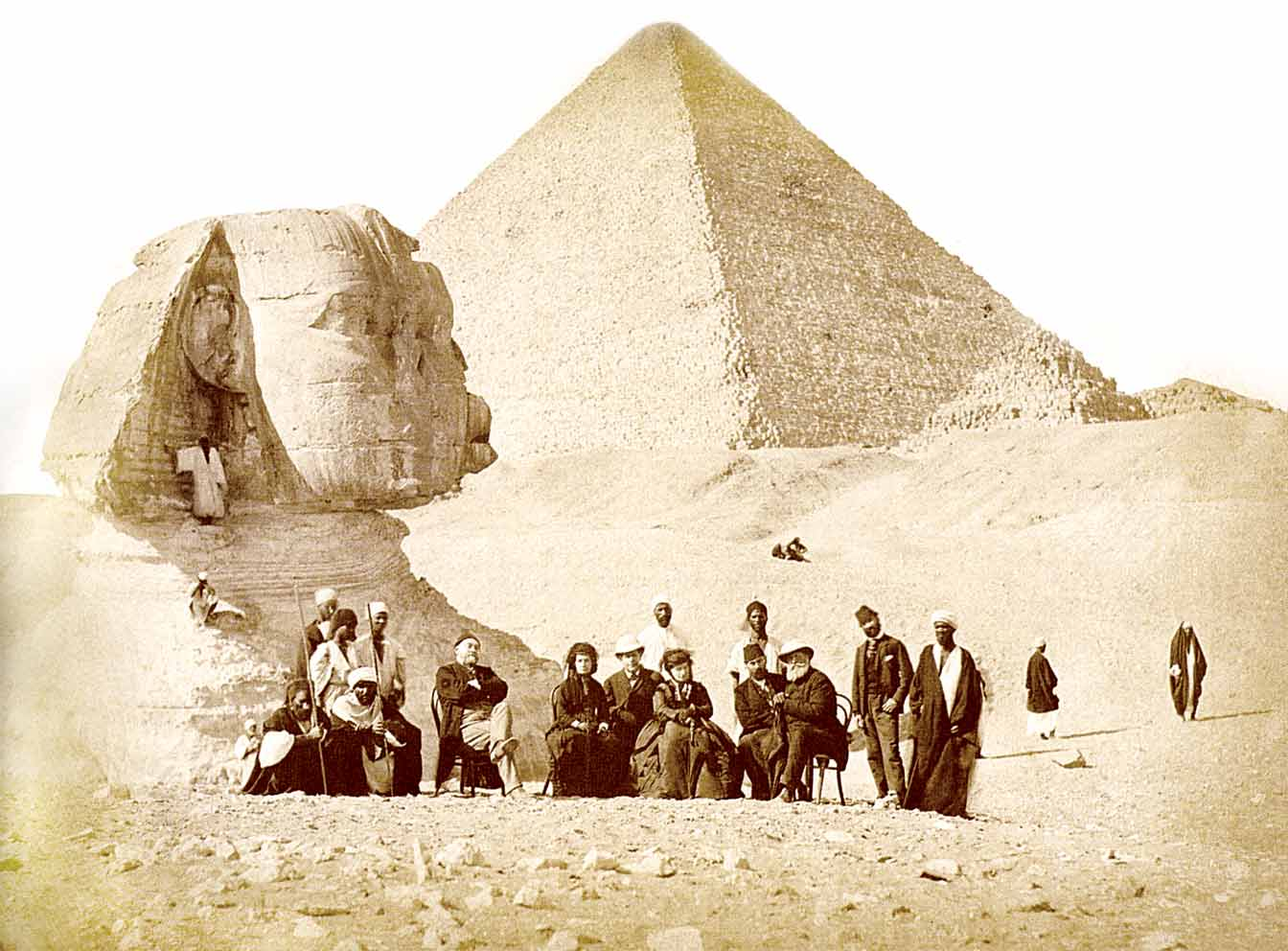
L'arqueòleg francès Auguste Mariette (assegut, a l'esquerra) i l'emperador Pere II del Brasil (assegut, a la dreta) amb altres persones davant de l'Esfinx el 1871.

El 1857, Auguste Mariette, fundador del Museu Egipci al Caire, va desenterrar l'Estela de l'Inventari (molt posterior ja que es calcula que és de la XXVI Dinastia, cap al 664-525 aC), que explica com Khufu va trobar l'Esfinx ja enterrada a la sorra. Tot i que certs tractats de l'Estela es consideren una bona prova, aquest passatge és àmpliament descartat com a revisionisme històric del propi període tardà, una falsificació intencionada, creada pels sacerdots locals com un intent d'imbuir el temple contemporani d'Isis amb una història antiga que mai no havia tingut. Aquests actes eren habituals quan institucions religioses com temples, santuaris i dominis sacerdotals lluitaven per atenció política i per les donacions econòmiques i financeres.
L'egiptòleg francès Gaston Maspero, que va ser el segon director del Museu Egipci del Caire, va fer una estudi sobre l'Esfinx el 1886. Va concloure que, a causa que l'Estela del Somni mostrava el cartutx de Khefren a la línia 13, hauria de ser ell el protagonista de l'estela i, per tant, l'Esfinx seria anterior a Khefren i als seus predecessors. L'egiptòleg anglès E. A. Wallis Budge va acordar que l'Esfinx era anterior al regnat de Khefren, escrivint a The Gods of the Egyptians (1914): "Aquest meravellós objecte [la Gran Esfinx] existia en temps de Khafre, o Khefren; és probable que sigui molt més antic que el seu regnat i que dati del final del període arcaic [c. 2686 aC]". Maspero creia que l'Esfinx era "el monument més antic d'Egipte".

#### 2- Hipòtesis discrepants modernes
Rainer Stadelmann, antic director de l'Institut Arqueològic Alemany del Caire, va examinar la iconografia diferent dels nemes (tocat) i la barba de l'Esfinx, avui caiguda del monument, i va concloure que l'estil és més indicatiu del faraó Khufu (2589-2566 aC), conegut pels grecs com Kheops, constructor de la Gran Piràmide de Guiza i pare de Khefren. Basa la teoria en la calçada de Khefren, que va ser construïda per adaptar-se suposadament a una estructura preexistent, que només podria haver estat l'Esfinx.

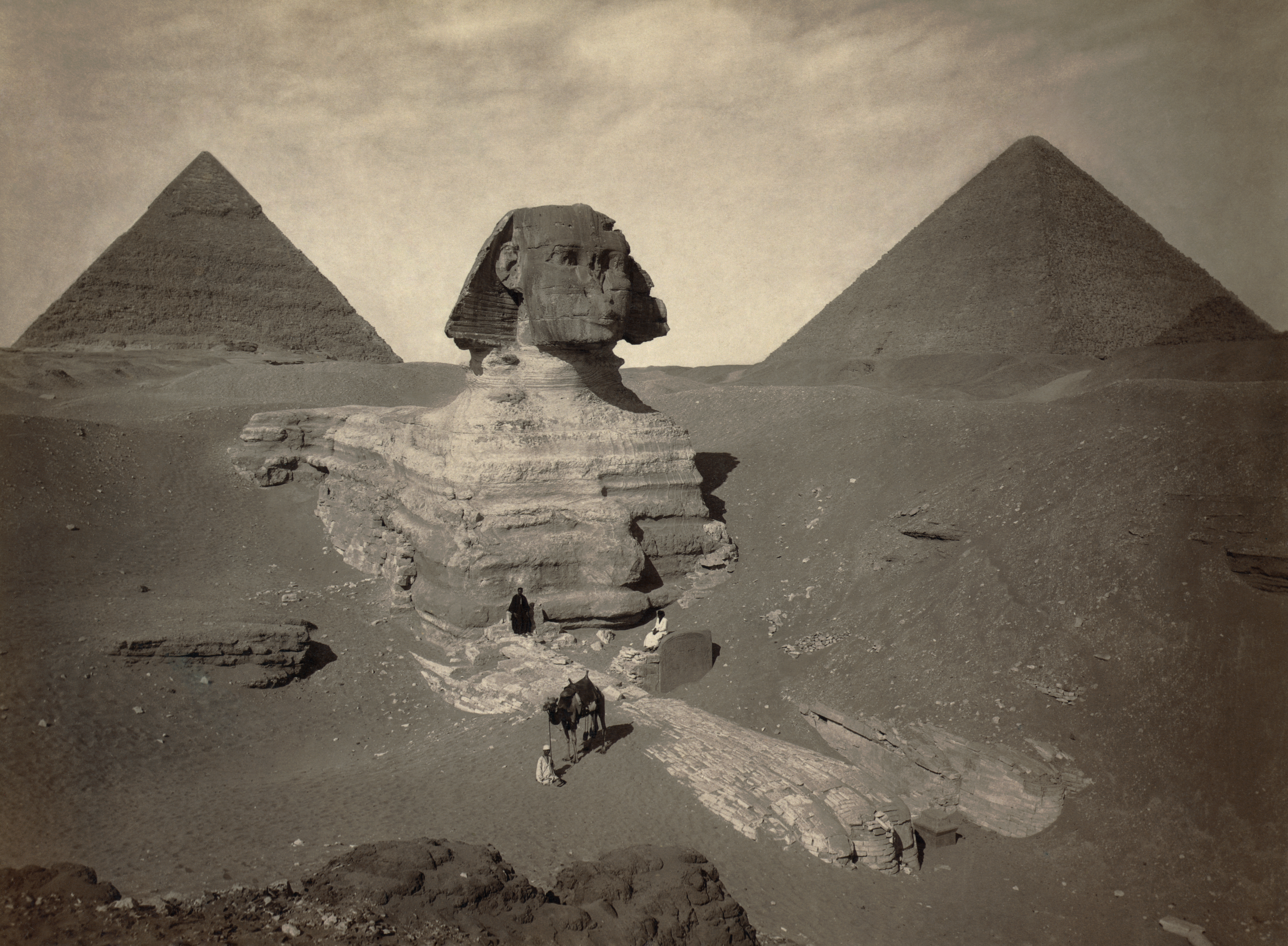
La Gran Esfinx parcialment excavada la dècada de 1870.

Colin Reader, un geòleg anglès que va dur a terme un estudi més recent del recinte de forma independent, va observar que les diverses pedreres del lloc van estar excavades al voltant de la calçada. Com que se sap que aquestes pedreres van ser utilitzades per Khufu, Reader conclou que la calçada (i els temples a ambdós extrems) han de ser anteriors a Khufu, posant en dubte la cronologia egípcia convencional.
Frank Domingo, científic forense del Departament de Policia de la ciutat de Nova York i antropòleg forense expert, va utilitzar mesures detallades de l'Esfinx, dibuixos forenses i imatges fetes per ordinador per concloure que la cara representada a l'Esfinx no és la mateixa que la que es representa en una estàtua atribuïda a Khefren.
El 2004, Vassil Dobrev, de l'Institut Francès d'Arcrqueologia Oriental del Caire, va anunciar que havia descobert noves proves que la Gran Esfinx podria haver estat obra del poc conegut faraó Djedefre (2528-2520 aC), mig germà de Khefren i fill de Khufu. Segons Dobrev, Djedefre va construir l'Esfinx a imatge del seu pare Khufu, identificant-lo amb el déu del sol Ra per restablir el respecte a la seva dinastia. Dobrev també assenyala, com Stadelmann i altres, que la calçada que connecta la piràmide de Khefren amb els temples es va construir salvant la situació de l'Esfinx, suggerint així que ja existia quan es va construir-la.

### Hipòtesis pseudohistòriques

#### 1- Correlació amb Orió

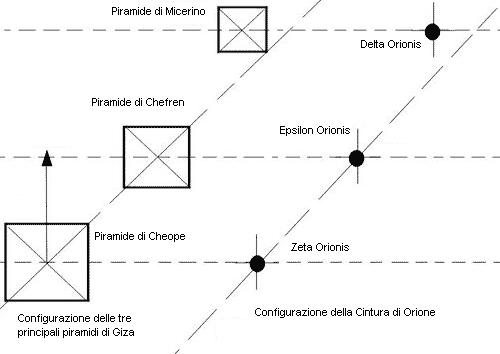
Correlació de posicions de les Piràmides de Guiza amb les estrelels del cinturó d'Orió.

La teoria de la correlació d'Orió, tal com exposen els populars autors Graham Hancock i Robert Bauval, es basa en la correlació exacta proposada de les tres piràmides de Guiza amb la posició de les tres estrelles del cinturó d'Orió (Zeta Orionis, Epsilon Orionis i Delta Orionis), en les posicions relatives ocupades per aquestes estrelles el 10.500 aC. Els autors argumenten que la relació geogràfica de l'Esfinx, les piràmides de Guiza i el Nil es correspon directament amb les constel·lacions del Lleo, Orió i la Via Làctia respectivament. La teoria es considera pseudoarqueologia pels estudis convencionals.

#### 2- Hipòtesi de l'erosió de l'aigua
La hipòtesi de l'erosió de l'aigua de l'Esfinx sosté que el principal tipus de meteorització evident a les parets del recinte de la Gran Esfinx només podria haver estat causat per pluges prolongades i extenses i, per tant, ha de ser potser milers d'anys anterior a l'època del faraó Khefren.
La hipòtesi va ser defensada per René Schwaller de Lubicz, egiptòleg i místic francès (1887-1961), i per Robert M. Schoch, geòleg i professor associat de ciències naturals al College of General Studies de la Universitat de Boston, així com per John Anthony West, escriptor i egiptòleg alternatiu. La teoria es considera pseudoarqueologia pels estudis convencionals.
El geòleg britànic Colin Reader va estudiar els patrons d'erosió i es va adonar que es troben predominantment a la paret del recinte occidental i no a l'esfinx. Va proposar la hipòtesi del vessament d'aigües pluvials, que també reconeix les transicions del canvi climàtic a la zona.

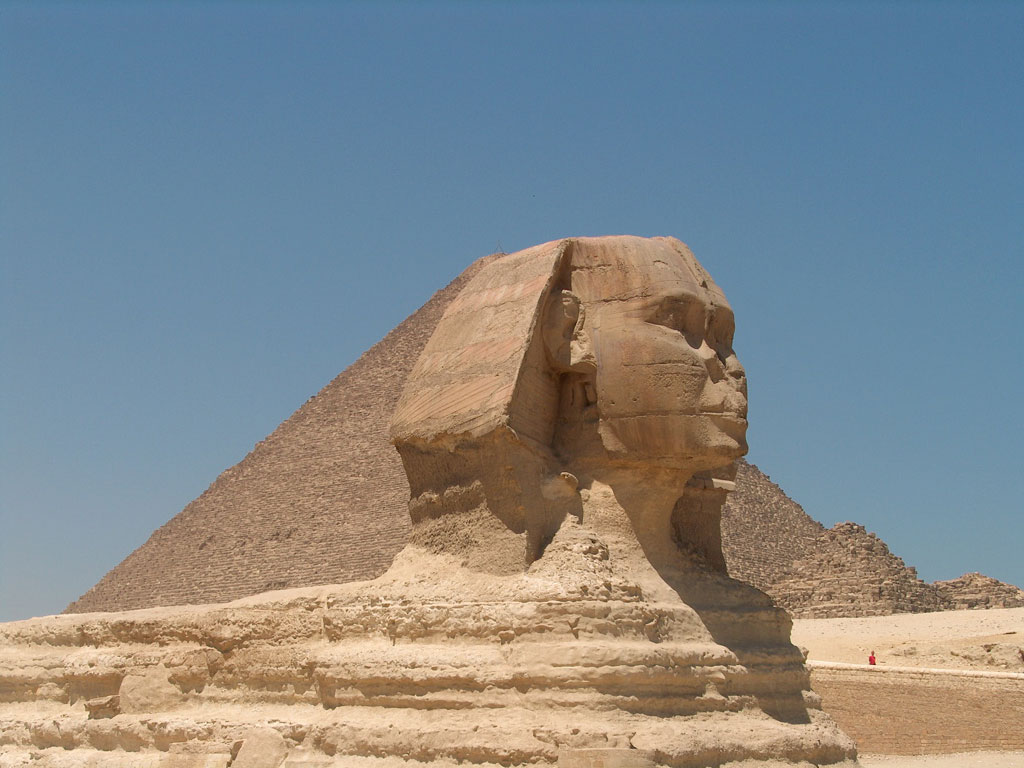
L'Esfinx i la Gran Piràmide.

#### 3- La Gran Esfinx és Anubis
L'autor Robert K. G. Temple proposa que l'Esfinx era originalment una estàtua del déu xacal Anubis, divinitat dels funerals, i que el seu rostre va ser recarvellat a semblança d'un faraó del Regne Mitjà, Amenemhet II. Temple basa la identificació en l'estil del maquillatge dels ulls i l'estil dels plecs del tocat.

#### 4- Trets racials
Al llarg dels anys, diversos autors han comentat el que perceben com a característiques "negroides" de l'Esfinx. Aquest tema ha enllaçat amb la controvèrsia racial de l'antic Egipte respecte la població antiga en el seu conjunt.

#### 5- Cambres ocultes
Hi ha una llarga història d'especulacions sobre cambres ocultes sota l'Esfinx, defensades per figures de l'esoterisme com H. Spencer Lewis. Edgar Cayce va predir a la dècada de 1930 que una «Sala d'Arxius», que contenia documentació antiga i coneixements sobre l'Atlàntida, es descobriria sota l'Esfinx el 1998. La seva predicció va alimentar gran part de les especulacions marginals que van envoltar l'Esfinx als anys noranta, que van perdre impuls quan la sala en qüestió no va aparèixer com el lo va predir.

## El nas i la barba

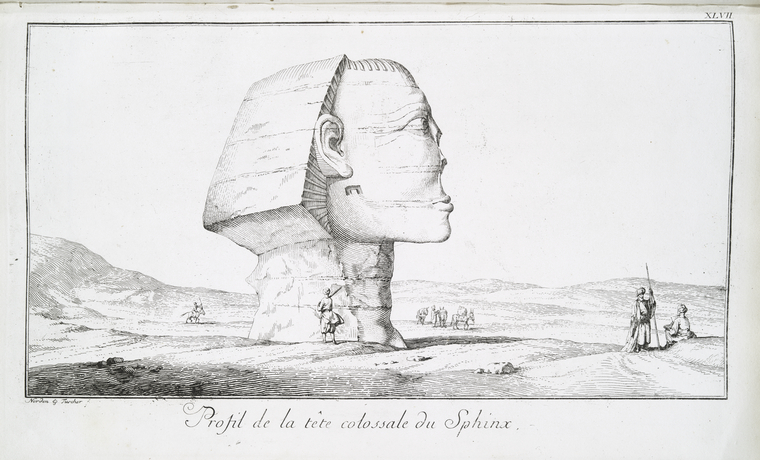
La Gran Esfinx segons els dibuixos de Frederic Louis Norden.

El nas de l'Esfinx de Guiza està perdut. L'examen de la cara de l'Esfinx mostra que s'hi van clavar barres llargues o cisells a la zona del nas, una cap avall des del pont i una altra per sota de la fossa nasal. Mark Lehner, que en va dur a terme un estudi arqueològic, va concloure que es van arrencar intencionadament amb instruments en un moment desconegut entre els segles III i X dC. Els dibuixos de l'Esfinx de Frederic Louis Norden del 1755 mostren que llavors ja li faltava el nas.
Hi ha molts contes i històries populars que parlen de la destrucció del nas i que expliquen on va anar a parar o què li va passar. Una llegenda atribueix erròniament la mutilació a les canonades disparades per l'exèrcit de Napoleó Bonaparte. Altres contes ho atribueixen als mamelucs. Des del segle x alguns autors àrabs han afirmat que la desaparició del nas és el resultat d'atacs iconoclastes.
L'historiador àrab del segle xv Al-Maqrizí atribueix la pèrdua del nas a Muhammad Sa'im al-Dahr, un musulmà sufí de la khanqah (llocs de reunió sufí) de Sa'id al-Su'ada el 1378. Segons aquesta versió, al-Dahr va destruir-li el nas en un acte contra la imatge quan va trobar als camperols locals que feien ofrenes a l'Esfinx amb l'esperança d'augmentar la collita. Segons Al-Maqrizí, moltes persones que vivien a la zona creien que l'augment del nivell de la sorra que cobria l'altiplà de Guiza era una retribució per l'acte de desfiguració d'al-Dahr. Ibn Qadi Shuhba diu que el nom del profanador era Muhammad ibn Sadiq ibn al-Muhammad al-Tibrizi al-Masri, mort el 1384. Li va atribuir la profanació de les esfinxs de Qanatir al-Siba, construïdes pel sultà Baybars, i que podria haver profanat també la Gran Esfinx. Al-Minufi va escriure que la croada alexandrina del 1365 era el càstig diví que rebia un xeic sufí de la khanqah de Sa'id per haver-li arrencat el nas a l'Esfinx.

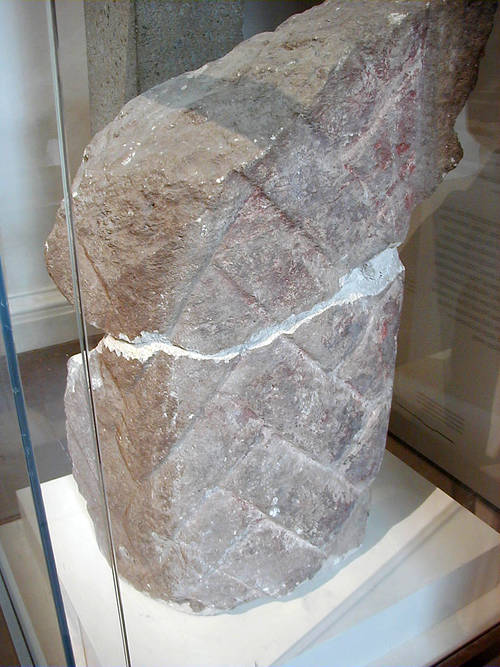
Fragments de pedra calcària de la barba de l'Esfinx al Museu Britànic.

A més del nas, l'Esfinx també va perdre una barba faraònica cerimonial, tot i que no es considera un element original del monument. L'egiptòleg Vassil Dobrev ha suggerit que si la barba hagués estat una part original de l'Esfinx, hauria deixat danys a la barbeta de l'estàtua en caure. La manca d'aquests danys dona pes a la teoria segons la qual la barba va ser un afegit posterior.
Els residus de pigment vermell són visibles en zones de la cara de l'Esfinx. També s'han trobat restes de pigment groc i blau en altres llocs de l'Esfinx, cosa que va portar Mark Lehner a suggerir que el monument “va estar decorat algun cop amb els colors cridaners d'un llibre de còmics”.

## Restauració
En un moment desconegut, la necròpolis de Guiza va ser abandonada i la sorra va acabar enterrant l'Esfinx fins a les seves espatlles. El primer intent documentat d'excavació data del c. 1400 aC, quan el jove Tuthmosis IV (1401–1391 o 1397–1388 aC) va reunir un equip i, després de molts esforços, va aconseguir excavar les potes davanteres, entre les quals va col·locar-hi una llosa de granit, coneguda com l'Estela del Somni. Aquesta estela porta la següent inscripció:
... el fill reial, Thothmos, en arribar, mentre caminava al migdia i seia a l'ombra d'aquest poderós déu, va ser vençut per la son i va dormir en el mateix moment en què Ra és al cim [del cel]. Va trobar que la Majestat d'aquest déu august li parlava amb la pròpia boca, com un pare parla al seu fill, dient: Mireu-me, contempleu-me, oh fill meu Thothmos; Sóc el teu pare, Harmakhis-Khopri-Ra-Tum; Et concedeixo la sobirania sobre el meu domini, la supremacia sobre els vius ... Heus aquí la meva condició reial per protegir tots els meus membres perfectes. M'ha cobert la sorra del desert on estic ajagut. Salva'm, fent que s'executi tot allò que tinc al cor. [44]

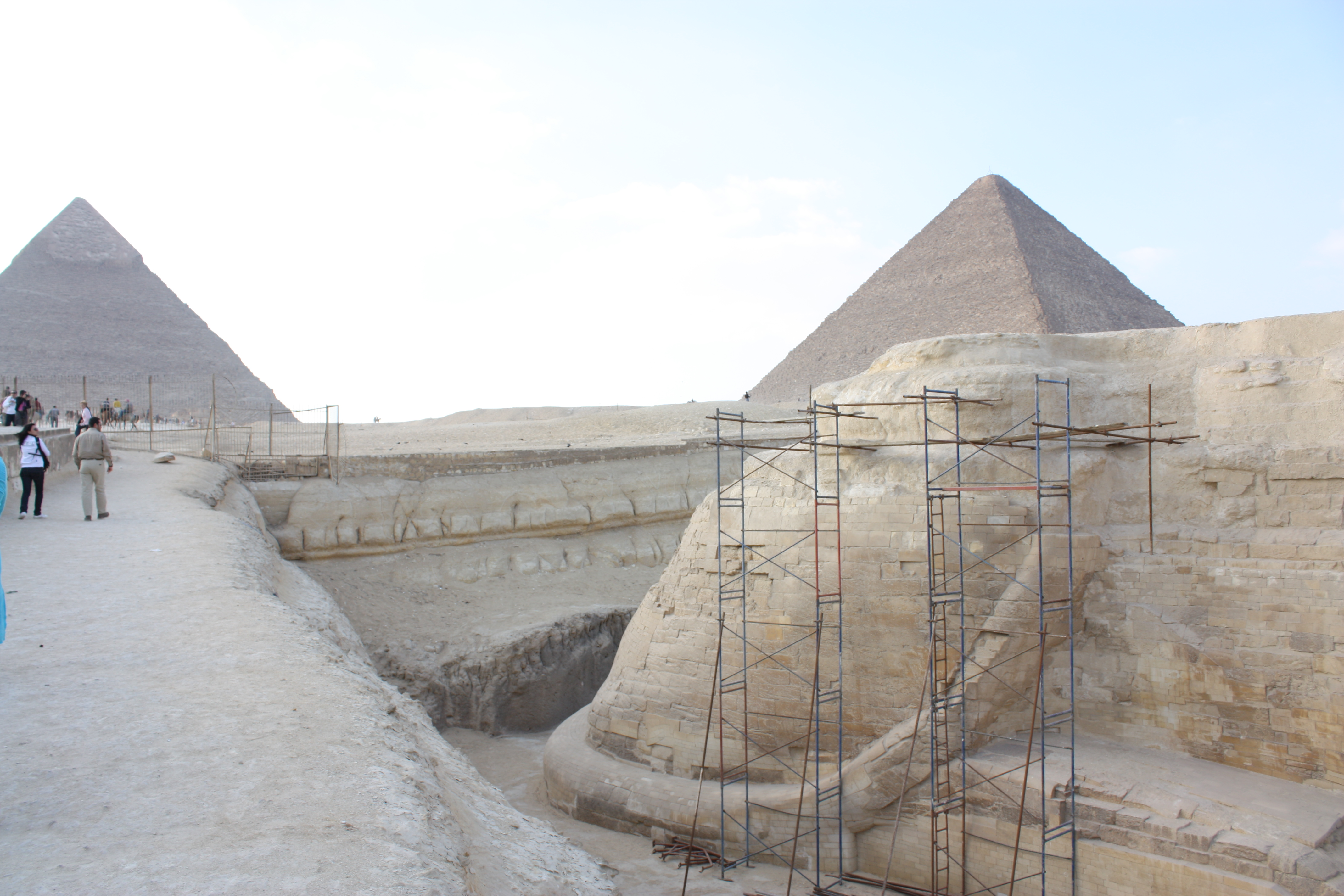
Treballs de manteniment de l'Esfinx el 2010.

Més tard, Ramsès II el Gran (1279–1213 aC) sembla que també va fer-ne una segona excavació.
L'egiptòleg Mark Lehner, que va excavar i cartografiar l'altiplà de Guiza, va afirmar en un principi que hi havia hagut una restauració molt anterior, durant el Regne Antic (vers 2686-2184 aC), tot i que posteriorment es va retractar d'aquesta opinió.
El 1817 s'hi va fer la primera excavació arqueològica moderna, supervisada per l'italià Giovanni Battista Caviglia, que va descobrir completament el pit de l'Esfinx.

Una de les persones que van treballar al segle xix en la neteja de les sorres de l'entorn de la Gran Esfinx va ser l'egiptòleg francès Eugène Grébaut, director del Servei d'Antiguitats egipci.
 A principis de l'any 1887 es van fer visibles el pit, les potes, l'altar i l'altiplà. Es van desenterrar escales i, finalment, es van prendre mesures precises de les grans figures. Es va trobar que l'alçada des de la més baixa de les escales era de cent peus i l'espai entre les potes tenia trenta-cinc peus de llarg i deu peus d'amplada. Aquí hi havia antigament un altar; i es va descobrir l'estela de Tuthmosis IV, que registrava un somni en què se li va ordenar netejar la sorra que, fins i tot llavors, s'acumulava al voltant del lloc de l'Esfinx.
 El 1931, els enginyers del govern egipci van reparar el cap de l'Esfinx. Part del seu tocat havia caigut el 1926 a causa de l'erosió, que també li havia retallat profundament el coll. Aquesta qüestionable reparació es va fer mitjançant l'addició d'un collaret de formigó entre el tocat i el coll, creant un perfil alterat. A la dècada de 1980 es van fer moltes reformes a la base de pedra i al cos de roca en brut, que després es van refer als anys noranta.